# Ex-Libris (collection)
Pour les articles homonymes, voir Ex-libris (homonymie).
Ex-Libris est une collection de bande dessinée dirigée par Jean-David Morvan, publiée par les éditions Delcourt et dont les albums sont adaptés de grands classiques de la littérature. Chaque ouvrage de la collection comprend en quatrième de couverture une biographie de l'auteur de l'œuvre originale, ainsi qu'un portrait réalisé par le dessinateur.

### Documentation
- Didier Pasamonik et al., « La BD à l’assaut de la littérature », sur Actua BD, 8 avril 2007